# Кубок Молдови з футболу 2004—2005
Кубок Молдови з футболу 2004–2005 — 14-й розіграш кубкового футбольного турніру в Молдові. Титул вперше здобув Ністру (Атаки).

## 1/8 фіналу
| Команда 1                 | Заг. | Команда 2             | 1-й матч | 2-й матч |
| ------------------------- | ---- | --------------------- | -------- | -------- |
| 29 вересня/20 жовтня 2004 |      |                       |          |          |
| Вікторія (Кишинів) (2)    | 1:4  | Зімбру                | 0:0      | 1:4      |
| Олімпія (Бєльці) (2)      | 1:4  | Тилігул-Тирас         | 1:1      | 0:3      |
| Ністру (Атаки)            | 7:2  | Атаки (2)             | 5:0      | 2:2      |
| Петрокуб (3)              | 7:3  | Стяуа (Кишинів)       | 1:1      | 6:2      |
| Політехніка (2)           | 6:2  | Уніспорт-Авто         | 3:0      | 3:2      |
| Тирасполь                 | 5:0  | Фортуна (Плешень) (3) | 5:0      | 0:0      |
| Дачія                     | 6:2  | Кагул (3)             | 4:2      | 2:0      |
| Динамо (Бендери)          | 1:3  | Шериф                 | 1:2      | 0:1      |

## 1/4 фіналу
| Команда 1                   | Заг.    | Команда 2       | 1-й матч | 2-й матч |
| --------------------------- | ------- | --------------- | -------- | -------- |
| 27 жовтня/10 листопада 2004 |         |                 |          |          |
| Тилігул-Тирас               | 3:2     | Зімбру          | 2:1      | 1:1      |
| Петрокуб (3)                | -:+     | Ністру (Атаки)  | -:+      | -:+      |
| Тирасполь                   | 2:2 (ч) | Політехніка (2) | 2:2      | 0:0      |
| Дачія                       | 1:0     | Шериф           | 1:0      | 0:0      |

## 1/2 фіналу
| Команда 1         | Заг.    | Команда 2       | 1-й матч | 2-й матч |
| ----------------- | ------- | --------------- | -------- | -------- |
| 13/28 квітня 2005 |         |                 |          |          |
| Тилігул-Тирас     | 1:1 (ч) | Ністру (Атаки)  | 1:1      | 0:0      |
| Дачія             | 1:0     | Політехніка (2) | 1:0      | 0:0      |

## Фінал
| 21 травня 2005 |

| Ністру (Атаки) | 1:0      | Дачія |
| -------------- | -------- | ----- |
| Жаров 89'      | Протокол |       |

| Республіканський стадіон, Кишинів Глядачів: 5 500 Арбітр: Генадій Орлич |